# かつて神だった獣たちへ
『かつて神だった獣たちへ』（かつてかみだったけものたちへ）は、めいびいによる日本の漫画。『別冊少年マガジン』（講談社）にて、2014年7月号から2023年7月号まで連載された。おもな略称は『かつ神』。

## あらすじ
第1話 - 第10話
パトリア大陸で勃発した北部パトリアユニオンと南部パトリア連合の10年にわたる戦爭が、パトリアユニオンの異形の兵士擬神兵の活躍で和平に至ってから5年後の世界。神として凱旋した擬神兵たちは圧倒的すぎる力ゆえに次第に「獣」と蔑まれるようになり、それに違わぬ事件を各地で起こすようになる。
かつて擬神兵ウェアウルフとして擬神兵部隊を指揮したハンク・ヘンリエットは、「人の心を無くした者は仲間の手で葬る」とする部隊内の取り決めに従い、暴走する戦友たちを抹殺する「獣狩り」として旅を続けていた。擬神兵だった父をハンクに殺された少女ナンシー・シャール・バンクロフトは、父の死の意味を知るために仇であるハンクの旅に同行することとなり、擬神兵の生みの親であるエレイン・ブルーレークによって擬神兵が戦時中に殺される運命であったことや、それを妨害し戦後の世界に擬神兵を解き放ったケイン・マッドハウスの存在を知る。ハンクは、サポート役のライザ・ルネキャッスルが入手した情報を頼って遂にケインと邂逅するが、ケインは擬神兵たちが自由に生きる世界を作ることを宣言、彼はまた、実際には終わらない戦争を継続したいと思っています。目睹ホワイトチャーチでシャールがケインに撃傷たれる姿を見て怒、彼の擬神兵としての本能を解放されたハンクは、町を破壊してしまう。
第11話 - 第22話
ハンクの力が制御不能となり暴走し、重大事件「ホワイトチャーチの一件」が起こってから1年後が経った。シャールがケインに撃重傷たれたとき、彼女アラクネの糸の糸で作られた服を着ていたため、重傷を負わなかった。
同時、ケインは擬神兵や戦後の情勢に不満を抱く人々を扇動し、大陸西部に自由国家新パトリアを建国。束の間の平和は破られ、大陸には戦争の機運が再び高まる。シャールはライザとともに、クロード・ウィザースが指揮する擬神兵討伐部隊クーデグラースに身を寄せ、孤独に擬神兵を狩り続けるハンクの行方を追うこととなる。
同じ頃、「ホワイトチャーチの一件」で行方不明となったハンクは、一人で擬神兵を狩っていた。彼は自分の力を制御できなくなったことに罪悪感を感じ、獣に変貌してしまうのではないかと恐れていた。雪山でシャールと再会しハンクは、度重なる戦いに苦しみ、本能のままに獣と化してしまうのではないかと不安に駆られるが、疲れ果てて自らの命を捨てる覚悟を決める。シャールの必死の説得によってケインを仕留める覚悟を新たにしのハンク、一時的にクーデグラースと行動をともにすることとなる。
第23話 - 第30話
勢力を拡大する新パトリアの国土侵攻に備え、パトリアユニオンは西部開拓の拠点であるボルドクリーク要塞を攻め落とすことを決定する。要塞で確認された擬神兵討伐の任を帯びたクーデグラースも現地に派遣されるが、やがて前線部隊とともに戦闘に参加することとなる。戦いは、ハンクたちの奮闘と新兵器の力によってパトリアユニオン側の勝利となるが、擬神兵に操られた町人全員を射殺せざるを得ない状況に追い込まれる後味の苦い結果に終わる。その間に新パトリアは中立だったパトリア連合の首都の攻略に成功。ケインは劣勢に立たされたユニオンに脅迫まがいの和平を迫り、動きの制限されていた擬神兵たちが自由に行動できる状況を生み出す。
第31話 - 第47話
パトリアユニオン軍を退いたハンクは、ボルドクリークの人々を操っていた子供の擬神兵の正体やケインの狙いを知るために擬神兵が生み出された地エコールを訪れる。そこでハンクは、エレインしか知らない擬神兵の製造技術をケインが求めていること、子供の擬神兵ミリエリアがエレインの子であることを知る。かつてエレインが擬神兵技術を確立するきっかけとなった「神の声」を聞いたシャールが不調を訴えたことでひとまず撤退したハンクは、エレイン、ケインとの関係、エレインと助け合いながら生きた時代、教会に引き取られケインと邂逅した少年期、不条理な戦爭で負傷して偶然にも擬神兵となった経緯をシャールに打ち明ける。
第48話 - 第52話
第53話 - 第63話
第64話 - 第72話
第73話 - 第87話

## 登場人物
声の項はテレビアニメ版の声優。

### 主要人物
ハンク・ヘンリエット / ウェアウルフ
声 - 小西克幸、金香里（少年）
本作の主人公。元擬神兵部隊の隊長で、戦後は特技曹長として暴走する擬神兵を狩る「獣狩り」として旅をしながらケインの行方を追っている。擬神兵部隊用の白いコートとフード姿が特徴で、日中は黒髪の男性の姿をしており疑神兵の力を使えないが、夜間になると髪が白く変わり、膂力と敏捷性に優れた人狼の姿に変身できるようになる。戦闘時には捕鯨銛に似た槍先と折り畳み式のロッド、穂先の爆薬で構成される対擬神兵用の特注武器「ボンブランス」や、神殺しの弾丸を込めた拳銃を使う。
北南の中継地点に存在したブルーレークタウンの出身。戦爭で町が戦火に焼かれた際に自分の名前を含むそれ以前の記憶を一切喪失する、彼には両親がどのような姿をしていたのか、生きているかどうかの記憶がありません。瓦礫に埋もれていたところをエレインに助けられ、孤児として彼女や同じ境遇の子供たちと生活していたが、エレインを彼の姉のように視っていた。エレインが牧師に引き取られると彼女の才能を開花させる目的で教会に入学。そこで出会ったケインと友情を結び、卒業後は彼の根回しで首都の軍学校に入校。数年後、前線で致命傷を負ったのちにエコールに送られ、エレインの手によって初の擬神兵成功体となる。
ホワイトチャーチでシャールがケインに撃傷たれる姿を見て怒「ホワイトチャーチの一件」を引き起こした後は、単独で擬神兵たちを狩り続ける。隠遁生活のなかで、本能のまま暴れる獣と化すのを恐れるようになるが、再会したシャールに生き続けるように諭されたことで、ケインたちを止める決意を新たにし、一時的にクーデグラースに所属する。ボルドクリーク要塞攻略後は軍属でいることが行動の妨げになると感じて軍を退役し、シャールとともに擬神兵にまつわる謎とケインの行方を探る。
ナンシー・シャール・バンクロフト
声 - 加隈亜衣
本作のヒロイン。女性。擬神兵部隊の隊員ジョン・ウィリアム・バンクロフトの娘。擬神兵であった父の仇をとるためにハンクを追っていた少女。清楚な洋装と腰まで届く三つ編みが特徴。普段は穏やかで年相応の立ち振る舞いを見せることが多いが、戦闘の際は父の形見の「象撃ち銃」を躊躇なく撃つ強気な一面を見せる。旅の途中だろうとなんだろうと、定時になるとティータイムを欠かさない習性がある。本人によれば「お茶は大事で、ないと死んでしまう」のだという。父親の経営する孤児院で小さな子供たちの世話をしていたということもあり、生来の性格は穏やかで心優しく、か弱。ハンクと行動をともにするようになってからはその身を案じるような振る舞いも見せるようになっていく。一方で自分の信念を貫く頑固な部分もあり、ハンクがかつての同胞たちの命を奪うことについて、一定の理解を示しながらも、独断で擬神兵を殺さず説得する方法を模索し、行動するような強い一面も持つ。
リヴレットウッド村の出身で、村では父とともに孤児院を切り盛りしていたが、父がニーズヘッグとして帰還後は経営が苦しくなり、村人からも差別的な扱いを受けた過去をもつ。とある町でハンクを見つけてを遂げようとするが、ハンクが獣狩りをする姿を見たことで敵討ちを一旦保留し、父の殺の真相やハンクたち擬神兵が断罪される存在か見極めるべく旅に付き従うこととなる。ホワイトチャーチでのケインたち擬神兵の決起の際にケインに撃傷たれるが、アラクネの糸による服を着用していたため免重傷。父の復活を経験し、原因不明の正気を失った後、ハンクが父とほとんどの擬神兵を殺した真の意図を知り、ついに当時のハンクの気持ちを理解する。ハンクに倣い、復活した父親を殺した後、やこれまで出会った擬神兵たちの姿から考。えを改め、再会したハンクに対して生き続けるよう諭し、獣に成り下がったら自分の手で殺すことを約束する。
エレイン・ブルーレーク
声 - 能登麻美子
擬神兵の技術、神殺しの弾丸の製作者、を作り出した本作のキーパーソンで、「擬神兵の生みの親」の称号を持つの博士、ハンクと深い仲にあった女性。長い黒髪に、綺麗な青い瞳を持つ。
ブルーレークタウンを開拓した家の令嬢であり、町が戦火で焼失後、助け出した少年にハンクと名前を付け、共同生活を営むうちに彼を好するようになる。やがて、ほかの孤児たちをまとめ上げる才能に目を付けた牧師によってハンクごと教会に引き取られ、周囲を圧倒する閃きと才能を開花させる。教会を首席で卒業後は牧師の一存でソムニウムの研究に従事させられ、苦心の末に神の化石に触れたことでソムニウムの本質を理解し、強化兵士計画を立案。実験の末にハンクを擬神兵に救治することに成功し、さらに彼の適性を解明することで擬神兵部隊を誕生させた。
一方で擬神兵が禁忌の存在であることも彼女理解しており、製造技術を秘匿し続け。自らが生み出した擬神兵の力は、人の手に余ると考えており、「擬神兵はいつか心をなくす」と彼女確信めいた考えを持っていた。そのため、司令部の情報を入手して終戦が間近であることを知ると、擬神兵を自らの手で葬り去ろうと画策。 彼女はハンクの性格上、そんなことは許されないとわかっていたので、ハンクへの愛を捨てて裏切り、撃つことにした。彼女そして信頼の置けるケインのみ計画を話し、最初のステップとして、彼女はキャンプの外でハンクを待ち、戦争がもうすぐ終わると彼に伝えました。また、疑似神の兵士たちはいつか人間性を失い、唯一の解決策は彼らを葬り去すことだとも言いました。ハンクを自分の手で射殺した直後、彼は仲間の始末をケインに引き継いだ。には擬神兵と関連技術を自らの命とともに葬ろうとする。しかし、彼女はだがその直後、ケインの裏切りによって胸に銃弾を打ち込まれて銃撃を受けて地面に倒れて身亡した。この出来事により、ハンクはカインに対する憎を深め、獣と化した仲間全員を自ら埋葬するという彼の決意と誓いを導火線え上がらせた。戦後、彼女の赤裸屍骸はケインによって新パトリア秘密基地のエコールガラス水槽に隠された。

### 北部パトリアユニオン
ライザ・ルネキャッスル
声 - 日笠陽子
パトリアユニオン軍情報局戦後処理部所属の人員。階級は少尉。毛先が大きくカールした長い金髪、豊満な胸とその谷間にあるほくろが目を引くグラマラスな容姿を持つ。
本編開始戦爭終結後、の2年前からハンクをサポートする任を与えられ、単独行動の多いハンクを何かと気にかける姉御肌な性格。作為ハンク・のパートナーとして、各地に散らばった擬神兵の情報を集め、ハンクに提供するようになった。ハンクに対しては単なる仕事上の関係以上の好意を見せており、シャールやクロードと面識をもってからは、無茶をしがちな彼らの面倒も見るようになる。とはいえ、その忠告は半分は本心からのものであり、シャールとものちに和解。ハンクがホワイトチャーチの一件で姿を消してからは同じ目的を持つ同志として姉妹のような関係となっている。 「男は顔とステータスだ」と豪語する肉食系であり、明け透けで女性らしさを感じさせない振る舞いから、セクシーな容姿を持ちながら軍内部での人気は低い。ハンクの退役後は危険を承知の上で、情報局にも残されていない擬神兵の秘密に迫る。
クロード・ウィザース
声 - 石川界人
パトリアユニオン軍の若き少佐で、クーデグラースの隊長。レイチャードと開拓時代から続く名門ローズ家出身の後妻の間に産まれた子で、ケインの異母弟にあたる。性格は極めて真面目で無骨。擬神兵討伐部隊であるクーデグラースの隊長を務める青年。無造作にかきあげたオールバック、切れ長の目を持ち、端正な顔立ちをしている。若くして軍では少佐を務めるエリート。
その生い立ちから、人々を脅かす獣と化した擬神兵の討伐に人一倍の使命感をもち、特に国を捨てた兄に対しては並々ならぬ感情を抱いている。しかし新パトリアとの戦いを経験するうちに綺麗事だけでは済まない戦争の現実に直面し、ケインの後手に回り続ける現状に苦悩する。
ジェラルド・コラーニ
声 - 土師孝也
クーデグラースの副長を務める成員。実戦経験豊富な老兵で、隊長であるクロード・ウィザーズの補佐を務める中年男性。階級は軍曹。軍人としての豊富な経験を活かし、実働部隊の指揮などを受け持つ。口ひげを蓄えた精悍ながら穏やかな顔つきの人物で、他人に気遣いのできる人格者である。
若いクロードを陰ひなたに補佐する。ガルムの戦いでは風邪で動けないクロードに代わってクーデグラースを指揮し、自らを囮にする捨て身の戦術でガルムを追い詰める。
マーティン・ウォール
声 - 中博史
北部最前線で、新パトリアの拠点として要塞と化したボルドクリークの攻略作戦を指揮する役目を任されている。パトリア軍に所属する老齢の男性で、階級は大佐。なお、ケインとは何らかの形で面識があった様子だが。
戦時に武勲を立てた英雄だが、決して善人とは言えない強かな人物。豊かな口ひげを蓄え、常に目を細めて穏やかな顔つきをしている。また物腰は柔らかく、階級の上下にかかわらず、初対面の相手には丁寧な言葉遣いで接する好々爺然とした態度をとる。しかし、実は根っからの軍人であり、目的を遂行するためには手段を選ばない食わせ者。ハンクの正体に気づくなど感も鋭い。
ボルドクリーク要塞に攻め入るにあたり、マイルズ・バイロンを無力化するために、味方に被害が及ぶこともいとわず、凶悪な兵器である「アルファルド」を使用し、味方諸共ケンタウロスの無力化に成功するが。直後に乗り込んできたケインの手によって首を貫かれ、アルファルドを奪われた上で殺害される。
レイチャード・ウィザース
声 - 沢木郁也
パトリアユニオンの大統領。ケイン・マッドハウス、クロード・ウィザーズの父親。
現在の地位に上り詰めるため、ケインの母である前妻を南部からの攻撃が予測されていた地域へと慰問に向かわせ謀殺し、クロードの母と政略結婚した。後にその事実を知ったケインがウィザース家から離反、さらに新パトリアを建国する一因となる。大統領就任後も国家戦略と自らの政治利益を第一義とし、国民や国土を犠牲にすることを厭わないことからクロードにも反感を抱かれる。
牧師（ぼくし）
誠教会ヴェリテ派の牧師。教会出身者からは先生と呼ばれ、一介の聖職者ながら将軍やレイチャードとつながりをもつ。ヴェリテ派の教義を証明し、真理へ到達することを至上命題としており、エレインに神の化石から聞こえる「神の声」を解明させ、擬神兵を誕生させる形で一つの成果を得る。

### 擬神兵

#### 新パトリアの擬神兵
ケイン・マッドハウス / ヴァンパイア
声 - 中村悠一
本作の悪役となる、元擬神兵部隊の副隊長。細面に切れ長の瞳の、秀麗な容姿を持つ。名門貴族出身の御曹司でありながら、それを笠に着ることなく擬神兵部隊にも志願。
戦爭終結間近、擬神兵の抹殺を決めたエレインに与するように見せかけて彼女を銃殺し、擬神兵たちが獣と呼ばれる状況を作ったことから。そのため、ハンクは彼を捜索と殲滅の対象とみなした。
人と変わらぬ姿をしているが、幾多の致命傷を負っても瞬く間に回復する驚異的な再生力や死体を操る能力、影に溶け込み瞬間移動する能力をもつ。この能力の真価は夜間に発揮されるが、日が昇っている状態でも短時間ならば使用可能。
本名はケイン・ウィザース。レイチャードの子息であり、クロードの異母兄。幼少期に教会で出会ったハンクと交友を結び、エレインに対して淡い恋心を抱く。教会卒業後は父の駒として動くことを強いられ、次第に自由を渇望するようになり、エレインが擬神兵製造に携わっていることを知ると自ら志願して擬神兵となった。
擬神兵たちが獣と化す理由が心の喪失ではなく、人間たちの欲望によって歪められるからと考え、新パトリアを組織し、擬神兵たちが自由に生きられる世界の創造を目指す。同時にエレインしか知り得ない擬神兵の製造技術を再現しようとしている、彼女が生前意図的に隠していた擬神兵の創造の背後にある秘密の研究を見つけ出し、擬神兵を救出できるかどうかを確かめてください。
エリザベス・ウィザー / アラクネ
声 - 坂本真綾
下半身が巨大な蜘蛛と化した女の擬神兵。非常に頑健な糸を生み出すことができ、暗闇からの奇襲を得意とする。アニメ版では、手から複数の糸を生み出し、敵兵を捕縛していた。
ケインと行動を共にしており、彼のためならどんな行動も厭わない覚悟をしている。

ミリエリア(ミリエリア・コウクレアが)
声 - 市ノ瀬加那
ケインとともに行動する少女。ケインやエリザベスに懐いている。その正体はエレインが身籠っていた子供であり、ケインによってエコールにて誕生した擬神兵核をもたない擬神兵。ケイン同様死者を操る能力をもつ。
レックス・ブロック / ガルム
声 - 鈴木達央
新パトリア組織後、戦争時代の栄光を求め、ケインの側についた擬神兵。通称ロイ。ウェアウルフに酷似した漆黒の犬人の姿をしており、人の姿に戻れなくなることを条件に身体能力が強化されている。
戦争時は最前線で戦う戦列歩兵であり、銃弾の嵐から奇跡的に生還後、彼はハンクとケインによって発見され、救出されました後擬神兵となる。アニメ版において本名が明かされている。戦いで致命傷を負った彼は、「治療」を受けて擬神兵となった。戦争時は部隊のムードメーカー的存在となった。ハンクやケインに憧れており、疑神兵として誇りを持っていた。故に疑神兵の存在意義を否定し敵対するようになったハンクには強い憎恨を抱いている。
ホワイトチャーチでの一件後、孤独に戦い続けていたハンクのもとに姿を現し、ケインの側につくよう諭すが、拒否されたことでハンクの抹殺を敢行。数日にわたる死闘の末、とどめをさすところまでハンクを追い詰めるが、そこに現れたジェラルドたちに妨害され、クーデグラースの捨て身の戦術によって重傷を負う。撤退後、ハンクとシャールの連携によって致命傷を負い、最期はハンクへの憧憬を語りながら亡する。

マイルズ・バイロン / ケンタウロス
声 - 杉田智和
ケイン側についた半人半馬の擬神兵。飄飄とした性格の持ち主。巨体ながら俊足かつ狙撃の名手で、弓矢や馬上槍を使用して拠点防衛や敵陣撹乱を担う。また、戦前以上に回復能力が異常に発達しており、致命傷だとしても再生が可能。
戦前は名の知れた医者であり、擬神兵と化した後も往年の技量をもって傷ついた新パトリアの兵士に応急処置を施している。かつては感謝されることに生きがいを感じていたが、軍医として従軍し、治してもすぐ死んでいく兵士たちを見るうちに自分の医療行為に意味があるのかと思い悩むようになり、ケンタウロスの力を得たのを機に敵味方問わず悲鳴を聞くのを好むように精神が歪む。
ボルドクリーク要塞での攻防では自身の能力を存分に発揮し、塹壕に手榴弾を落として回るといった奇策まで用いて北軍に大打撃を与えるが、ハンクの機転でぬかるんだ塹壕に落とされ機動力を喪失。そこをめがけて撃ち込まれた砲弾にアルファルドが混じっていたことから肉体の壊死と回復を繰り返す苦痛の無限連鎖に陥る。最後は、ハンクに罵詈雑言をぶつけながらも終わらせてくれることに感謝し、ハンクの銃弾により介錯される。
アニメ版において、医者としての責務の意味に悩み、ケンタウロスの力で味方を救った際、彼らに感謝されることで自らの存在意義を良しとしてしまい、心が歪む要因が深く掘り下げられた。

カルキノス / カルキノス
漫面巨型螃蟹の擬神兵。アニメ版においてロブスターとカニが混ざった巨大な甲殻類。
彼は最も強力な槍であるハサミと最も強力な盾である甲羅を持っています。全身を覆う装甲は硬軟を兼ね備えており、切り傷や衝撃に対する耐性が高い。さらに、ほとんどの歩行足は左右に動くだけでなく、前後に素早く動くこともできます。銃弾飛び交う戦場で、時には味方部隊を守る盾として、時には敵部隊を攻撃する槍として、それぞれの特性を活かして戦場を駆け巡る。彼の真の素晴らしさは、擬神兵としての能力ではなく、連合軍を支援する「勇気」にある。そのため、彼は擬神兵の尊敬だけでなく、北軍の兵士たちの尊敬も勝ち取った。また、歩脚は抜け落ちても脱皮によって再生することができ、取り除いたカニ脚を料理に利用できることも人々に人気の理由の一つとなっている。
過去に「擬神兵部隊」に入隊し、擬神兵としての適性を示し、戦後はケイン陣営に加わった。戦争が終結せず財産に困っていた富豪たちを集めるため、ケインが蒸気都市ホワイトチャーチで宴会を開いたところ、ケイン陣営に加わった他の擬神兵が現れ、彼らを惨殺した。ハンクが偶然ケインの罠に触れて精神を刺激されたことで彼に利用され、制御を失い「獣の王」の力を解放して暴れ回る。反応が遅く避ける暇もなかったため、ハンクに押し潰されて亡した。

フランシス・ウェルズ / グリフォン
ケイン側についた擬神兵。獣の肉体と鳥類の頭部と翼を有しており、頑丈な体と短時間なら滑空できる機動力を持つ。通称フラン。発声能力を失った擬神兵としては珍しく、明確に意識を保っていた個体として軍部や他の部隊から特に信頼されていた。
戦争の際、北部政府に鉱山の明け渡しを拒む条件として擬神兵となった経緯をもつ。非常に頑固な性格で自らの勘だけで鉱山を発掘するなど優れた人物だが、鉱山を大切に思うあまり炭鉱夫やその家族、家族には非常に厳しく、結果的に妻には逃げられ、娘に恨まれていた。その一方で、家族や部下たちのことを誰よりも思っていたと同時に、戦後に自身が戦死した場合に備えて、土地の所有書を隠し入れた誕生日プレゼントのネックレスを娘のファーンに渡してほしいとハンクに頼んでおり、渡されたファーンもまた、グリフォンが変わり果てた父であることを理解されていた。
戦後はケインの指導の後に、自分の土地であり新パトリアの領土となった鉱山に領主として居座る。炭鉱夫たちを強制労働させ、使えなくなると食い殺しては他の炭鉱夫への見せしめにした。後に駐在する新パトリアの部隊を撃退するため、作戦決行の夜に山賊として反抗するファーン一味によって市街地に誘い込まれ、狭い路地で本領を発揮出来ないまま閃光弾等の妨害を受け続け、最終的にファーンによって鉱山に誘い込まれる。そして、他の兵士を倒したハンクと入れ替わるように交戦。羽を地面に叩きつけて砂埃でハンクの視界を遮り攻撃するが咄嗟に貯蓄されていた炭塵をばら蒔かれ、ハンクの手榴弾によって生きたまま焼かれ致命傷を負う。最後は、怪物となってしまった父を終わらせてほしいというファーンの意思の元、ハンクによって射殺される。
アントニオ・ガットゥーゾ / サラマンダー
ケイン側についた擬神兵。トカゲと人を掛け合わせた外見をしており、全身から広範囲に炎を吹き出すことが可能。
キッチリとしたスーツを着こなす紳士的な人物だが、無関係の町の住民を戦闘に巻き込んでも構わないという独善的な感傷を持ち合わせており、擬神兵として生きることに意味があると考えケイン側についた。
アラクネからもたらされた情報を元にケインの母親が亡くなった町、ブラックレイクへ赴いたハンクらを出迎え、住民を巻き込むと脅した上でケインの待つ屋敷へ案内した。その後二人が決裂したことでスーツが燃えることをぼやきながら炎を吹き出し戦闘に参加。ケインがエレインの骸を見せ激高しかけた後に戦意を喪失したハンクを他所に、シャールを拉致しケインらと共に離去した。
プリシラ・ハワード / オーガ
ケイン側についた女の擬神兵。顔面が肉体に貼り付いたような、丸みを帯びた屈強な巨人の姿をしている。一方で口調は穏やかであり、読書を嗜むなど性格は温厚。尚且つ忍耐強い。怪力に加え、その皮膚は非常に弾力性が高く、銃弾や刃を通さない上に頑強な骨格は擬神兵随一の固さを誇る。また、頭蓋骨に至っては砲弾ですら致命傷にすらならない。その攻防一体な戦闘能力は近接戦において真価を発揮し、人に近い異様な姿は多くの敵兵に恐怖を植え付けた。
嘗て資産家の家に生まれた母親が不義に身籠り生まれた娘であった。その後家を追い出され母子共に寂れた山村ウェイフィールドに引っ越すも、母親の不遜な態度による町民との軋轢や実家の破産に伴う生活の貧困に加え、僅かな資産の散財、さらには酔った母親からのガラス片によって左目を失明された挙げ句、軍に売り渡された悲惨な過去をもつ。上記の忍耐強さはこれらの経験によるもの。
戦後はケイン指導の後に故郷に帰還し、母親の元で町民から強制的に食糧を徴収していた所を、調査に来ていたクロードとライザに引き留められ、母親の意思に従うことを理由に二人を森まで送り返した。実は母親に復讐すべく故郷に帰還しており、無理な搾取に怒り狂った町民らによって屋敷に火をつけられ、足を瓦礫に挟まれ助けを命令する母親に、自分に助けを懇願して欲しいと逆に命令し返すことで彼女を放置、救援に来たクロードを逆に外へ放り出し救出した後に、母親を見殺しすることで復讐を果たした。その後、引き留めるクロードを他所に死地を求め、最終決戦の準備を整えるケインの元へ向かった。

#### その他の擬神兵
ダニエル・プライス / スプリガン
声 - 立花慎之介
ハンクとシャールが初めて出会った町に暮らす擬神兵。通称ダニー。特殊な脂肪組織によって蓄えられた栄養を基に骨や皮膚の硬化といった、身体を自由に巨大化させる性質をもつ。消耗の少ない人型と突破力に優れる肥大型を使い分けるが可能であり、擬神兵の中でも汎用性の高い個体だった。
新街道によってさびれる町や家族のために擬神兵となり、戦後は居場所を失いたくない一心で、商人の馬車などから強奪した物を出稼ぎの報酬と称して町にもたらしていた。アニメ版では、強奪した金品に血糊がついており、彼の母や町の住民からは既に事情を理解されていたが、正気を失っては暴れるダニーに対し何もすることが出来なかった。しかし噂を聞きつけたハンクによって致命傷を負い、最期までどう生きるのが正解だったのかを問いながら射殺される。
セオドア・シャーマン / ミノタウロス
声 - 内山昂輝
ローグヒルという町で「ミノタウロスの要塞」と呼ばれる砦を作り続ける牛頭の擬神兵。通称セオ。戦時中はその巨体には似合わない繊細な手先と、巨大な戦斧を怪力で操作する勇ましさを誇り、僅かな資材の運用や土木作業に転用可能な筋力により、堅牢な砦を築くことの出来る築城のプロフェッショナルとして活躍した。俊敏性に劣るのが弱点。
元来は何事にも恐れを抱く臆病な性格で、戦後も戦いと死への恐怖を払拭するために、「備えれば落ち着ける」というハンクの言葉に従って砦を建設した。しかし実際は戦後になっても死の恐怖に苛まれており、事実ローグヒルに砦を築きあげた切っ掛けも、幼い子供にオモチャの銃を突き付けられたからであった。ローグヒルを訪れたハンクを敵とみなして交戦、ウェアウルフとなった彼に敗北。今際の間、死の恐怖から解放されることに安堵し、射殺される。
アーサー・オールストン / ベヒモス
声 - 津田健次郎
全長50メートルを誇る巨体と負傷箇所が硬く再生する性質をもった擬神兵。通称アーティ。その巨体と並みの砲弾ですらものともせず戦場を突き進む姿は敵兵たちに多大な恐怖を与え、佇むだけでも敵の士気が下がったという。圧倒的な再生能力に加え、その皮膚は再生する事に分厚くなり、更なる防御能力を得る。しかし、極めて愚鈍であったために他の擬神兵との歩調を追わせることが困難。
寡黙で命令に忠実な人物で、個人的なことをあまり語らない人物だったとハンクは述懐している。
終戦後、構わず東に向かって進行を続け、鉄道橋を破壊するルートに入ったことからハンクのターゲットとなる。ユニオン軍や鉄道主の度重なる攻撃に進行を妨害され、最終的にハンクの苦渋の攻撃で擱座するが、鉄道橋の先にある海を見て戦時中から抱いていた海を見たいという願望を叶えたことに満足しながら亡した。
クリストファー・ケインズ / ガーゴイル
声 - 福山潤
蒸気の街ホワイトチャーチの教会を根城とする擬神兵。通称トーファー。人型ながら素早い飛行能力を有し、敵軍の指揮官だけを狙い指揮能力を下げる、戦況把握のための情報収集、石のような姿からの市街地における迷彩効果による撹乱など、多くの戦況に適していた。アニメ版では、戦時中に飛行しながら敵の砦に接近し、砲台へ手投げ弾を放り投げるなどのヒットアンドアウェイな攻撃を行っていた。
戦時中は正義を信奉し、南軍殲滅に躊躇しない性格から、ハンクや部隊の仲間たちに一目置かれていた。南北の和解に最も激昂し反対していた。これはストリートチルドレン時代に巡礼聖職者(正体は牧師)との関わりを経て正義の意義を理解するが、貧富の差が激しい街で正しい行いをなすことが難しい現実に直面し、犯罪を犯さなければ生きていけず絶望した過去をもつ。戦争の序盤、兵士になることで今の状況を打開するため町を出て従軍し擬神兵となるが、内戦後は他に行く所がなく、渋々故郷に帰還し、歪んだ正義感をもって正義にそぐわない行動をする者を殺す日々を送る。
ケインを追ってホワイトチャーチを訪れたシャールやハンクに遭遇すると、盗みを働いた孤児をかばった彼らを罪人と断じて敵対。ケインから与えられた神殺しの弾丸によってハンクを追い詰めるが、シャールの射撃によって頭部を吹き飛ばされる。最期は自分の正道を疑わずにハンクに射殺される。

ジョン・ウィリアム・バンクロフト / ニーズヘッグ
声 - 平川大輔
シャールの父で、強靭な肉体と生命力を秘めた巨大なドラゴンの擬神兵。飛行能力と巨体を生かした肉弾戦、さらには火炎を放つ。通称ウィル。
戦時中、経営が苦しくなった孤児院を守るために擬神兵となった。
帰還後は無尽蔵の食欲が災いして村の家畜を食い荒らすようになり、噂を聞きつけたハンクによって本編以前に射殺される。その後は村の山奥に埋葬されたが、シャールがクーデグラスと村に帰還するのと同時期に復活。本能のみで動く獣と化し、村への被害を食い止めるために出撃したクーテグラスと戦闘になる。ガトリング砲や焼き討ちでも死なない生命力を見せるが、シャールの銃撃を受けて活動を停止。娘に別れを告げてから間もなく、彼の体は徐々に崩壊し始めた。
ベアトリス / セイレーン
声 - 早見沙織
鳥の翼と魚類の下半身をもった擬神兵。通称トリス。翼の振動で発生させる歌によって相手を気絶に似た状態にさせることができる。その反面、普通の人間と変わらない耐久力しかもたないため、戦場では体躯に優れたダニーと組むことが多かった。
かつてはストリートチルドレンであったが、彼女に目をつけた神父によって酒場の店主に紹介され、斜陽の港町ポートガルフの酒場で人気を博した歌手であった。しかし、戦爭により商売が成り立たなくなり、途方に暮れていたところを擬神兵の素質有りとしてスカウトされた。戦後は町に帰還し隠遁生活を送っていた。しかし新パトリアとの交戦の機運を知ると、自身の力で町の人々を眠らせて戦いから遠ざけようとする。しかし噂を聞きつけたクーテグラスによって重傷を負い、最後はシャールに諭され歌手時代の歌を歌いあげ亡した。
アニメ版では、戦時中は部隊の仲間に歌を聞かせて皆の評価も高かった。その後はポートガルフに帰ってきたが自らの姿を人前に出せず路地にいた所をかつての酒場の店主、チャールズに見つけられ、町外れの洞窟に匿われる。
その後間もなく、彼女はシャーと出会い、シャールは彼女の歌に魅了され、二人は友情を育んだ。彼女はハンクの居場所を探していたシャールズと友達になり、ハンクの隠された過去や秘密の多くを彼女に話しました。最初そして町を出てやり直そうと決心した矢先、彼女を常に守ってくれていた酒場の店主チャールズ、トリスが、彼女を守るために彼女を逮捕しようとする住民数名と衝突し、彼が働いていた酒場が火事になって全焼、彼は銃撃されて重傷を負い逝去くなる。悲しみに暮れる中、彼女は自身の歌声で多くの住民を眠りに落とした、住民たちを永遠の眠りに誘おうとするも。当初は能力を使い、このことを知ったクロード率いる部隊を眠らせ、窮地に追い込んだ。一時はクロードが深い眠りに落ちそうになったが、シャールにそんな歌は聞きたくないと否定され我に返るがで正気を取り戻すも、クロードに撃たれて負傷。彼女はチャールズと共に滞在していた燃え尽きた酒場後、でシャールと語り合うもののに戻りに自身の苦境を訴えたが、シャールの歌の依頼を受けた際にクロード率いる兵士の銃撃たちに重傷を負わされた。最後はシャールはクロードの兵士たちを説得彼女して歌を最後まで歌わせてもらった。彼女最後の思いを込めてかつて酒場で歌った曲を歌い上げ、力尽きてシャールに見守られながら亡した。
ヴィック / サスカッチ
声 - 藤井隼
厚い脂肪と抜きんでた体力を生かした索敵や隠密行動、ゲリラ戦に富んだ雪男の擬神兵。戦後は彼雪山に潜み、空腹から人を襲撃していたため。仕方がなかったという言葉から、罪悪感は抱いていた模様最後ハンクに殺される。アニメ版では、彼ではクーデグラースの斥候兵数名を襲撃し狩殺った直後にハンクに殺害された。
ロバート・アーベル / ドッペルゲンガー
膨大な養分を糧に腹部の培養胎から自分の分身を生み出す能力をもった擬神兵。通称ロビン。本来は失敗作として処理されるはずだったが、優れた兵力を生み出す力を見込まれて部隊員となった経緯の持ち主。分身は複数同時に作成が可能であり、最低限の知能と本体と直接意思の連結を行うことにより、複雑な作戦にも対処が可能。しかし分身は1カ月程度で老化し死に至り、加えて養分となる餌が多量に必要とするため、コストの維持が厳しいといった欠点を持つ。戦時中は使用出来なくなった分身を更に餌に利用していた。
故郷が南北の境目に存在し、家族や故郷を守るため擬神兵となった。戦後、記憶を失くした状態でケインに保護され、新パトリアに併合された故郷ダブルウォーカータウンに帰還したところでハンクたちと再会する。しかしそれは町人を喰らって生み出された分身であり、オリジナルのロビンはケインによって町の地下に運ばれ、訪問者を捕食して人の姿を成さない怪人じみた分身を生み出し続ける存在となり果てていた。オリジナルはせめて何も知らない分身に人として生きてもらいたいとハンクに語ったが、真相を知った分身のロビンは発狂し自殺する。オリジナルもこれに絶望し、ハンクにエコールへ向かうよう助言し、ケインを止めてほしいと懇願した後、射殺を受け入れた。
トワイライト / スペクター
廃墟となったエコールでハンクたちが見つけた屍骸体のような擬神兵。発光器官と発音器官を備えた大量の羽虫を操る能力によって、見聞きした内容を虫を操作して再現劇として見せることが可能。
戦時中に昏睡状態となり失敗作として処理されたが、実際は意志を伝える手段がなかっただけであり、施設が放棄された後も擬神兵用調製槽と擬神兵の生命力によって生き続けていた。ハンクたちに当時の情景やケインの目的を伝えた後、自らの解脫を望み、ハンクに射殺された。
単行本の巻末紹介からも説明されているが、正式には擬神兵としてカウントされておらず、トワイライトという名前も仮初めのものに過ぎない。浮浪者や孤児といった身元不明の人物は本名さえ持っていないことも珍しくなかったため、擬神兵計画に参加した身元不明者が後ろ暗い過去を隠すために、敢えて新しい名前を名乗ることも珍しくなかったとのこと。
リース・バーリス / フレスヴェルグ
ベヒモス、ニーズヘッグに次ぐ巨体を誇り、戦時中は優れた機動力と攻撃力で敵兵を蹂躙したとされる巨鳥の擬神兵。羽毛は銃弾を通さず、激しい羽ばたきから成される突風によって、多くの敵兵を吹き飛ばした。また、銃弾の届かない空からの急降下による敵陣突入は、この擬神兵最大の武器であった。小型の擬神兵の運搬にも用いられたが、弱点として、飛行するための準備に時間を要することに加え、後述の精神の不安定さが挙げられる。
徴兵される前は北部の大農場マダー農園の使用人であり、農園の令嬢ルビアと親密な間柄だったが、身分の差を疎み、従軍し功績を挙げれば一緒になれると信じ軍に入隊。しかし戦争の中で正気を失ってしまい、流れるように擬神兵計画に参加、早期に理性を失くしたとされる。
戦争後は、理性が無い状態でルビアの下に戻り、農園が荒廃する原因となる。噂をききつけたハンクと戦闘になり、羽を撃たれ墜落しさらに致命傷を負うが、最後の悪あがきのように屋敷に突撃し、異形の姿を受け入れたルビアと共に敷地の外に逃亡し、行方不明となった。戦時中は、ジョンと相性が悪かった。これは、性格や敵の処遇についての倫理観などのズレもあったが、擬神兵としての互いの相性によるものが大きいと推測されている。
アビー / ヒドラ
声 - 井上剛
本編では劇中外戰後でハンクにより殺されたとされる擬神兵。彼の骸はパトリア軍によって研究され、抽出された毒からアルファルドが製造される。
アニメ版では茶髪をハーフモヒカンにしたお調子者の青年兵の姿で登場。擬神兵時は3つの蛇の首を生やし、両腕にも口が出現した姿となる。毒牙で噛みついて人間の体をドロドロに溶かす他、毒を霧状に吐くこともできる。擬神兵としての理性に次第に心を犯されていき、局地戦の戦後処理中にとうとう能力を制御できなくなり、周囲の兵士を敵味方問わず殺害したことで友軍から一斉砲撃を喰らう。瀕死の状態で人の姿を取り戻すも、自らが化け物に変わっていくことに耐えられなくなり、ハンクの眼前で、彼の静止を無視して腕を口に突っ込みヒドラの頭部を発生させ、自らの頭部が破裂させる形で自害してしまった。事發後によって部隊に多大な不安が生まれ、これにより、エレインーンは徐々に擬神兵は間違いであり、人間と共存することはできないと信じるようになりました。、ハンクには獣に堕ちた擬神兵は仲間の手で葬るということを決意誓させた。遺体はハンクと仲間たちによって火葬され埋葬されたが、しかし、遺体は軍方解析され、致死性の高い毒性の強いガス爆弾「アルファルドが」を製造するための研究開発に使用された。
エドガー・ベックフォード / バジリスク
声 - 安元洋貴
アニメオリジナルの擬神兵。体表を迷彩のように周囲に溶け込ませながら高速で移動し、長大な舌を振り回して攻撃する。
アニメ版では彼の妻は戦争が始まる前に他の男と駆け落ちした擬神兵時は巨大なトカゲの姿となる。周囲から慕われる好人物だったが、戦後、擬神兵こそ神であるとの考えから徐々に歪んでいき、いずこかの街で強盗殺人を行っていたところをハンクにより殺される。

ネッド / キュクロプス
巨大な肉体に一つ目が特徴的な擬神兵。その巨体からは想像出来ないほど手先が器用であり、他の擬神兵らの武装の作成を担当していた寡黙な人物。その技能は、単独であらゆる工程を作業することが出来るほど。ティーカップやベッドなどの家財も作成することが可能であり、ハンクの武装も彼が開発したが、ミノタウロスと比べると細かい作業に向かない上、優れた筋肉と体力を持ち合わせいるのにも関わらず、一つ目という事で遠近の測りが上手くいかないため戦闘向けではなかった。
ハンクや軍部が唯一危険性がないと判断している擬神兵であり、擬神兵になる前の技能が反映された貴重な個体にも当たる。後方担当であり問題行為も起こさなかったが、戦意を著しく欠いた個体だったために他の擬神兵から敬遠される立場にいた。
人里離れた山奥の鍛冶場でひっそりと暮らしており、訪ねてきたハンクらを出迎えた。擬神兵として変わっていった戦友たちと違い、何も変わらず興味をもつことが出来ない自身を憂いていることをハンクに告げ、対ケイン用に作成した毒蛇の散弾を授ける。翌日に旅立っていくハンクにいつか平和な世界を見せて欲しいと言葉を綴り、見送った。

## 用語

### 技術
擬神兵（ぎしんへい）
戦爭時代、「擬神兵の生みの親」の称号を持つのエレイン・ブルーレーク博士ンが提唱した「強化兵士計画」（きょうかへいしけいかく）」(つまり、後者の「擬神兵計畫」(きしんへいけいかく)」に則って造り出された改造兵士たち、そこで、レイチャード・ウィザース大統領の承認を得て「擬神兵の研究計画」（ぎしんへいのけんきゅうけいかく）が正式に実施された。
最初に擬神兵となったのは、犯罪者、捕虜、そして前線で重傷を負い瀕死の北軍兵士たちだった。その後、自ら戦場へ赴くことを決意した者、あるいは貧困や戦争の苦しみからやむを得ず軍に入隊した者も数多く現れた。ケインだけが、自ら擬神兵となることを志願した裕福な人だった。
「實驗者」の胸部に埋め込まれたソムニウム製の擬神兵核の力で、人の姿と引き換えに伝説上の生き物に例えられる姿と力を引き出せるようになる。ただし、誰でも擬神兵とすることができるわけではなく、擬神兵となりうる適性を持つ者にしか効果は出ない。ただし力を得るには強靭な肉体や精神力に加えて血液のとある特徴が示す適性が重要視され、いずれかが欠けた場合変化に耐えられず自壊するデメリットをもつ。
擬神兵となった者は人間を遥かに越えた力を手にすることができるものの、特殊な一部の例を除いて人間の姿に戻ることはできず、また生態もその姿に応じたものに変化してしまう。
パトリアユニオンの劣勢を覆して戦爭を和平にまで導いたことから、終戦後は人民から英雄と称されるとして賞賛を浴びたものの、戦争の記憶が薄まるとともにその異形が人々に忌避されはじめ、戦終結から数年経過、しかし時間の経過とともに異形の姿や力を恐れられ、単に「獣」と蔑まれるようになる。それに並行して力に溺れ、本能のまま市民の生活に害をおよぼす存在になり果てる者が増加する。した頃には影で「獣」と呼ばれて蔑まれるようになってしまっている。
ソムニウム
パトリアで発見された未知の鉱物。特定の熱と圧力を加えると、作中世界の主燃料である石炭の何百倍もの熱エネルギーを生み出すため、新エネルギー源として注目を集めた。しかし条件が揃わないと逆に大爆発する危険性が浮き彫りになったことで実用化には至らず、悪魔の鉱石と呼ばれるようになる。戦爭時はエレインが研究を行い、燃料ではなく擬神兵の力の源となる擬神兵核としての利用法を編み出す。
神の化石（かみのかせき）
エコールの奥深くに存在する巨大なソムニウムの塊。近づくと特定の者には「神の声」という幻聴のような声が聞こえるとされ、漫劇中ではエレインやシャールが耳にしている。
擬神兵の誓い
「人の心を無くした者は仲間の手で葬る」、「心を無くした者は仲間の手で葬る」、「人の形を失っても心を持つ仲間を殺さなければならない」、「心を無くした者は 仲間の手で葬る」、「心無くした者は 仲間の手で葬る」これは作中擬神兵のが誓った誓いである。その誓いの意味は、擬神兵となったすべての人間であっても、人間として誓った誓いを守らなければならないということである。擬神兵部隊の隊長ハンクは、擬神兵となった者たちが未知なる力への貪欲さで人間性を失うことを望まず、擬神兵部隊全員に誓いを立てるよう求めた。漫画では擬神兵の集会で宣誓が行われたが、テレビアニメ版では戦争中に擬似神兵が暴走した後に宣誓が行われた。
戦争の終わりが近づくにつれ、擬神兵を生み出したエレインは、擬神兵がいつか人間としての姿を失い、やがて人間性と心を失うことを知っていた。彼女はまた、戦争の終わりに擬神兵へたちが場所を失う状況に直面するかもしれないことも知っていました。プラス、擬神兵を人間に戻す方法や解毒剤は現時点では存在しない。そこでエレインは擬神兵製作関連技術を自らの命とともに葬ろうとする、自らの手で作った擬神兵へも殺すことを決意した。しかし、擬神兵部隊の副隊長であるケインはエレインのやり方に同意せず、彼女を射殺して擬神兵を全員解放し、パトリア大陸全土に逃亡した。これをきっかけに、現代の擬神兵へたちは戦後「獣」と化し、人間に害をなす行為を行っていた。そこで現在、原擬神兵部隊の隊長はハンクとして部隊の誓いを果たすべく「獣狩り」と化し、人間性を失った多くの擬神兵へたちを狩っている。彼らを人間として埋葬させてください。

### 武器
神殺しの弾丸（かみごろしのだんがん）
「擬神兵の生みの親」の称号を持つのエレイン・ブルーレーク博士が開発した特殊な銃弾。希少な素材と複雑な工程を経て造られており、擬神兵の肉体に打ち込まれると変位組織に細胞死を引き起こさせることができる。通常の武器や通常の技術では簡単に擬神兵を倒すことができないため、プラス、擬神兵を人間に戻す方法や解毒剤は現時点では存在しない。したがって、通常兵器では容易に殺せない擬神兵の対抗手段だが。
しかし、エレイン・ブルーレイク博士の死によってその製造方法などは闇に葬られてしまったが、のちに1発の弾丸が見つかったことから、彼女開発同時に完成済みだった数十発の弾丸が紛失われてしまいました。当時、そのような弾丸を製造する技術的方法を知っていたのはブルーレーク博士だけであったため、弾丸の希少な材料は採掘するのが容易ではなく、プロセスが複雑すぎて製造できませんでした。そのため、同じ弾丸は作ることができません。
軍用のレプリカはハンクの体内に残っていた弾丸から作られたものだが、パトリア軍によって研究が進み、効果は劣るものの模造品が作られている。性能は劣るものの本物と同等の効果を持っていた。そのため、ハンクが擬神兵討伐に使用しているのはこの模造品の方であり、擬神兵の命を確実に奪うためには神殺しの弾丸を撃ち込む前に相手を大幅に弱らせる必要がある。この弾丸が決定的な要因として使用された。
アルファルド
かつてハンクが倒した擬神兵ヒドラの猛毒をもとにパトリアユニオンが製造した毒霧。人間はもちろん、擬神兵に対しても有効な制圧力をもつ。液体が空気中に振りまかれると直ちに昇華し、空気に乗って拡散、それに触れた者の肉体を腐敗させ、成分の含まれた空気を吸った者の命を奪う。ボルドクリーク要塞での戦いで北軍の前線部隊が試作品を砲弾に込めて使用する。

#### ボンブランス
「獣狩り」ハンクが擬神兵討伐のために使用する武器。長大な槍の穂先に捕鯨銛のような槍先を付けて使用する。槍先には爆薬が仕込まれ、槍先を対象に突き刺した後に爆薬を起爆することで、目標の体内奥深くまで槍先を食い込ませることができる。なおその特性上、槍先はすべて使い捨てであり、見た目の粗雑さに反して非常に金のかかる武器である。

#### 象撃ち銃 (ぞううちじゅう)
シャールが持っている猟銃。このショットガンはもともとシャールの父親ウィリアムが使用していたものです。戦争が始まる前、ウィリアムはシャール猟銃の使い方を教え自衛、護身と村の防衛に銃が役立つと説明した。ウィリアムの死後、シャールはその銃を大切に保管した。

### 国家・勢力
パトリア
旧大陸との独立戦争に勝利した新大陸パトリアの入植者たちが建国した民主主義国家。独立から1世紀近く平穏を保っていたが、やがて戦爭が勃発。本編の時代では北南ごとに統治体制が敷かれ、各地に格差と貧困が蔓延する。首都は北部の都市ニューフォート。建築様式や文化は中世ヨーロッパに近いものがあり、蒸気機関が発明されているものの、まだ全土に普及していない程度の文明高度を持つ。建国は100年ほど前、かつて大陸を支配していた大国の植民地であったが、民主主義国家として独立を果たした。しかし、独立後も工業の盛んな北部「パトリアユニオン」と、豊かな資源に恵まれた南部「パトリア連合」の対立は激しく、北部と南部の境に広大な原野が広がっていることが、その隔たりを促進させていた。 そして、この対立が激化し、南北を大きくわけた戦爭が勃発。戦爭の期間は、南部優勢で進んだものの、擬神兵を生み出した北部によって戦況が覆され、5年前に北部と南部の間で和平が成立。 現在は表向き平和であるが、戦後による傷痕は深く、各地で貧困問題が紛糾。戦爭に至った根本的な問題も解決していないなど、数多くの難問を抱えている。そして、戦爭終了からさらに数年後、ケインによって、新パトリアの独立宣言がなされ、西部を中心とした新勢力が興隆。激動の時代を迎えている。
北部パトリアユニオン（ほくぶパトリアユニオン）
パトリアを母体とする北部地域。首都はニューフォード。パトリアの中央政府が置かれている場所であり、国の心臓に当たる部分。パトリアの国土を東西に分断する大山脈を挟んでボルドクリークの反対側に位置する場所にあり、ボルドクリークに拠点を置く新パトリアとは大山脈を挟んだにらみ合いの状態にある。
政治経済や工業の中心で、入植を指導し財を成した貴族や資産家たちが多い。国内需要独占のために諸外国との保護貿易を望んだため、南部と対立する。戦後は経済が停滞し、新パトリアの攻勢に後塵を拝すこととなる。
クーデグラース
パトリアの連邦政府の主導により、新たに編成された擬神兵討伐部隊。戦爭終了後、多くの問題を抱えながらも終戦の英雄であるために手出しができなかった擬神兵を、明確に討伐対象として定め、その存在の良し悪しに関わらずすべてを滅することを目的としている。 クロード・ウィザーズが隊長を務め、構成員はすべて人間となっている。
ハンクの力量暴走が招いた「ホワイトチャーチの一件」によって市民の間に生じた擬神兵への不信感を払拭し、新パトリアとの戦いに備えるために組織された擬神兵討伐部隊。名称は「慈悲の一撃」または「とどめの一撃」を意味する。クロードが指揮するユニオン軍の精鋭30名が所属する実働部隊と、多数の予備部隊および支援部隊で構成されており、専用の大口径ライフルやガトリング銃等の最新装備と新世代の散兵戦術で擬神兵に対抗する。
テレビアニメ版クーデグラース部隊は戦後に誕生したものであり、「ホワイトチャーチの一件」が起こってから誕生したものではない。
南部パトリア連合（なんぶパトリアれんごう）
資源と人口が豊富な南部地域の大都市を主体とする連合体。大陸の資源の大部分が集中しており、それらを用いて旧大陸との自由貿易を望んだことで、北部からの独立を宣言した。戦後は北部との和平内容に不満を抱いた者たちが新パトリアへと流入。これを受けてパトリアユニオンとの協力関係が内々に構築されていたが、ケインらに首都を攻略され、実質的に新パトリアの手中に落ちる。

新パトリア（しんパトリア）
ケイン率いる擬神兵部隊残党や和平後の情勢に不満をもつ人々によって組織された反乱勢力。自由国家を謳っているが、パトリアユニオンおよびパトリア連合からは国家と認められてはいない。険しい大山脈に阻まれて未開拓だった大陸西部を拠点とする。悲劇の英雄として扱われる擬神兵や離反した南北軍人で構成された軍隊を有し、数の劣勢を覆す戦力をもってして二国に侵攻。南部首都を攻め落とすと北部と和平を結び、新たに得た町々に擬神兵を領主として送り込み、攻勢を強める。
グレイシア
旧大陸のなかで最も国土と経済力をもった国家。貴族を上位とする身分制度が根強く残っている。パトリアとの独立戦争後は北部地域と貿易をしており、新パトリアの脅威が増すと、北部に援軍を出すことを決定する。
誠教会（せいきょうかい）
本作の世界で広く信仰されている宗教。グレイシアでは政治と深く結びついているが、パトリアではヴェリテ派が幅を利かせているため、直接的な影響化にはない。
ヴェリテ派（ヴェリテは）
パトリアに移民した誠教会の一部信徒たちの末裔。教義では天に召されたとされる神が実は地の底に去ったと解釈し、その声を聞ける者を通じて神の再臨に必要な行いを実践しようとする考えをもつ。そのためグレイシアの誠教会からは異端認定された経緯をもつ。

### 場所
リヴレッドウッド村 (りゔれっどうっどむら)
ナンシーの故郷。周囲を岩壁と渓谷に囲まれた小さな平地にある村で、かつては険しい峠道に至る直前の休憩所として栄えたものの、峠の迂回路が開拓されてからは衰退の一途を辿っている。往来がなくなってからは牧畜と農業を主な収入源としながら、細々と生き長らえていた街である。戦前には慎ましくも住民同士が手を取り合い生きる穏やかな街だったが、戦を経てシャールの父親であるジョンが戻ってからは、村内の家畜が何者かに食い荒らされる事件が頻発するなど、徐々に剣呑な雰囲気が高まっていた。 シャールの父親がハンクに討伐され、シャールが村を出てからは、再びもとの暮らしに戻るも、最近になって村の付近で巨大な獣の影が目撃される事件が相次いでいる。
バーンウッド
ダニエルの故郷。街道沿いに造られた町で、かつては街道を通る人々の休憩所として活気のある街だった。しかし、新街道ができてからは生計が立ち行かず、寂れる一方となっており、ダニエルいわくコーヒー一杯すら満足に飲めないほどの貧困を抱える街となってしまった。ダニエルはそんな街の助けになるべく擬神兵に志願し、義援金を街に送っていた。 またダニエルが戦から戻った後も、街の収入をダニエルの出稼ぎに頼っている状況である。
ローグヒル
セオドアの故郷。街道沿いに作られた街で、街道を通る人々の休憩所として現在もそれなりに栄えている。戰爭から戻ったセオドアのことを英雄として受け入れるも、ある出来事をきっかけにセオドアが乱心。街の隣にミノタウロスの砦が築き上げられ、また毎日のように聞こえるセオドアの咆哮によって街が重苦しい雰囲気に包まれてしまっている。
ミノタウロスの砦 (みのたうろすのとりで)
戦から戻ったセオドア・シャーマンが、故郷であるローグヒルの街の隣に築き始めた巨大な要塞。セオドアが乱心してから、日々増築され続けており、いまや要塞の影が街を覆い、このままいけばローグヒルの街が飲み込まれるのも時間の問題といわれるほどに肥大化してきている。ミノタウロスの特性を活かして造り上げられたもので、非常に強固であるうえ、侵入者を阻むさまざまな罠があちこちに仕掛けてある。 このため、セオドアを説得すべく要塞に立ち入った街の者たちは1人として帰ってきていない。また要塞の巨大さもさることながら、この場所からセオドアの雄叫びが毎日のように聞こえてくるため、ローグヒルの住民は精神を次第に蝕まれつつある。
蒸気街ホワイトチャーチ (じょうきがいほわいとちゃーち)
トーファーの故郷。石炭鉱脈の真上に建てられた街。名前の由来は、街ができた時からその中央にあるという教会、ホワイトチャーチにちなむ。石炭鉱脈の採掘のために造られた街であり、街の周囲も地下も坑道だらけとなっている。のちに採掘した鉱石の売買で財を成した商人によって街が開発され、その結果、商店など豪奢な店の立ち並ぶ区域と、貧しい雇われ鉱夫や労働者たちが住む貧民街に区分けされることとなった。 ハンクたちがケインの目撃情報をもとに訪れた場所であり、ちょうどその時には2週間で8件、貧民街の人間ばかりが被害に遭う事件が発生していた。
ポートガルフ
ベアトリスの故郷。パトリアでは北部寄りに位置する場所にある。その昔は静かな漁村であったが、船舶輸送の発達によって経済が発展。都市間輸送の拠点として大いに栄えるようになった。しかし戦爭では北部に所属しながらも輸送拠点を狙う南部によって激しい攻撃にさらされ、戦爭が終わってからは鉄道網の拡大によって船舶輸送事業も縮小の傾向にある。 また新パトリアの建国、およびパトリアに対する宣戦布告に伴い、唯一の食い扶持である港を軍部に譲り渡すこととなり、町民の心に大きな影を落としている。
マズルピーク物見砦 (まずるぴーくものみとりで)
大山脈に連なる峰の1つであるマズルピークに築かれている砦。100年前のパトリア独立戦争の折、宗主国が建造したもの。現在では既に砦としての耐久性は皆無に近いが、戦爭時には資材置き場や進軍の中継点として使用されていた。
大山脈 (だいさんみゃく)
パトリアの国土を東西に分断する長大な山脈。連なる山々は非常に高く、険しく、一年を通して山頂付近の雪が溶けることはない。山脈を東西に抜けるルートはいくつか開拓されているものの、安全に通れるように整備されているわけでもなく、このためにパトリアの西部の開拓は現在に至るまで遅々として進んでいない。新パトリアはこの大山脈を隔てて、パトリアの首都ニューフォートの反対側にあるボルドクリークに拠点を置いており、大山脈を天然の要塞としながら、攻め入る隙を伺っている状態にある。
ボルドクリーク
パトリアの首都ニューフォートから大山脈を隔てて西に位置する町。かつてパトリア建国の際、西部開拓のための拠点として造られた古い歴史を持つ。現在はケインが主導する新パトリアの拠点として使われており、町の隣に巨大な要塞が築き上げられている。

### 施設
ボルドクリーク要塞（ボルドクリークようさい）
新パトリアが大陸西部の開拓拠点であった田舎町ボルドクリークを占領し、パトリアユニオン侵攻の拠点として整備した要塞。北部前線に派遣されたクーデグラースの活躍で北軍が占領するが、要塞内にいた住民たちはミリエリアに操られ北軍兵士たちを襲撃したためやむなく射殺され、のちに「ボルドクリークの屠殺」として語り継がれることとなる。
エコール
戦爭時、神の化石がある石炭坑に建設された研究施設。地上部分は傷痍軍人を治療する「ハーティング軍病院」として偽装され、裏では助かる見込みのない兵士たちを擬神兵に改造する研究が行われた。ハンクの改造が成功してからは、得られたデータを元に擬神兵を本格的に製造する場として機能するが、戦爭末期にエレインによって施設が爆破され、擬神兵製造に関する資料もほとんど紛失したため、放棄された。
教会（きょうかい）
ヴェリテ派が運営するニューフォードの英才教育機関。正式名称は「パトリア誠教会学校」。開拓時代に誠教会が学校として機能していた名残で、パトリア建国後も国内の最高学府として各地の才能あふれる子供たちを指導する。その真の目的はヴェリテ派が「神の声」を聞き取れる人供を見出すことにある。

## 書誌情報
- めいびい 『かつて神だった獣たちへ』 講談社〈講談社コミックス〉、全15巻
  1. 2014年12月9日発行（同日発売[6]）、ISBN 978-4-06-395262-9
  2. 2015年6月9日発行（同日発売[7]）、ISBN 978-4-06-395410-4
  3. 2015年12月9日発行（同日発売[8]）、ISBN 978-4-06-395552-1
  4. 2016年8月9日発行（同日発売[9]）、ISBN 978-4-06-395682-5
  5. 2017年2月9日発行（同日発売[10]）、ISBN 978-4-06-395836-2
  6. 2017年9月8日発行（同日発売[11]）、ISBN 978-4-06-510201-5
  7. 2018年3月9日発行（同日発売[12]）、ISBN 978-4-06-511070-6
  8. 2018年8月9日発行（同日発売[13]）、ISBN 978-4-06-512324-9
  9. 2019年2月8日発行（同日発売[14]）、ISBN 978-4-06-514422-0
  10. 2019年7月9日発行（同日発売[15]）、ISBN 978-4-06-516284-2
  11. 2020年7月9日発行（同日発売[16]）、ISBN 978-4-06-518780-7
  12. 2021年3月9日発行（同日発売[17]）、ISBN 978-4-06-522645-2
  13. 2021年11月9日発行（同日発売[18]）、ISBN 978-4-06-525987-0
  14. 2022年10月7日発行（同日発売[19]）、ISBN 978-4-06-529408-6
  15. 2023年8月8日発行（同日発売[20]）、ISBN 978-4-06-532603-9

## テレビアニメ
2019年7月から9月までTOKYO MXほかにて放送された。

### スタッフ
- 原作 - めいびい[4]
- 監督 - 宍戸淳[4]
- シリーズ構成 - 村越繁[4]
- キャラクターデザイン・総作画監督 - 新沼大祐[4]
- プロップデザイン - 高田陽介、張丹妮
- 擬神兵デザイン監修 - 佐野誉幸
- 擬神兵デザイン - 池田智志
- 美術監督 - 森川裕史[4]
- 色彩設計 - 鎌田千賀子[4]
- CGディレクター - 大田和征[4]
- 撮影監督 - 三舟桃子[4]
- 編集 - 相原聡[4]
- 音楽 - 池頼広[4]
- 音楽プロデューサー - 川口真司
- 音楽制作 - NBCUniversal Entertainment
- 音響監督 - 小泉紀介
- チーフプロデューサー - 黒須礼央、川添千世
- プロデューサー - 寺尾友里、平野千咲、鈴木寿広、北澤史隆、多田祐一、藤江将希、相島豪太（第2話 - ）
- アニメーションプロデューサー - 小川崇博
- 制作 - MAPPA[4]
- 製作 - かつ神製作委員会

### 主題歌
「サクリファイス」
まふまふによるオープニングテーマ。作詞・作曲・編曲もまふまふが自ら手掛けている。
「HHOOWWLL」
Gero×ARAKIによるエンディングテーマ。作詞はhotaru、作曲はTom-H@ck、編曲はKanadeYUK。
「Beatrice's Lullaby」
ベアトリス（早見沙織）による第8話劇中歌。作詞はめいびぃ、作曲は池頼広。

### 各話リスト
| 話数   | サブタイトル           | 脚本     | 絵コンテ                 | 演出                   | 作画監督                                                                                         |
| ------ | ---------------------- | -------- | ------------------------ | ---------------------- | ------------------------------------------------------------------------------------------------ |
| 第1話  | かつて神だった獣たちへ | 村越繁   | 宍戸淳                   | 宍戸淳 高橋謙仁        | 高田陽介 𠮷田正幸 鎌田均                                                                         |
| 第2話  | 竜の娘                 | 村越繁   | 宍戸淳                   | 川奈可奈               | 柴田志朗 村上竜之介 石田千夏 佐野誉幸                                                            |
| 第3話  | ミノタウロスの要塞     | 金田一明 | 田中貴大 宍戸淳 佐野誉幸 | Kang Tae-sik 田中貴大  | The Sun Song Jin-hee Hwang Il-jin Lee Bu-hee Kim Eun-sun                                         |
| 第4話  | 巨獣の猛進             | 金田一明 | 大石美絵                 | Kim Sang-yeop 大石美絵 | Lee Bang-won Kwon Hyeok-jeong Hwang Il-jin The Sun Kim Eun-sun                                   |
| 第5話  | ガーゴイルの断罪       | 金田一明 | 芝久保                   | 下司泰弘               | 柴田志朗 村上竜之介 石田千夏 和田伸一 長岡康史 松岡秀明 柳瀬譲二                                 |
| 第6話  | 獣の王                 | 村越繁   | 佐藤威                   | 佐藤威                 | 高田陽介 張丹妮 伊藤瑞希 池田智志 佐野誉幸 岸香織                                                |
| 第7話  | 追憶の引鉄             | 金田一明 | 添野恵 宍戸淳            | Kang Tae-Sik The Sun   | The Sun PARK PRO                                                                                 |
| 第8話  | 眠りの歌姫             | 金田一明 | 川奈可奈                 | 川奈可奈               | 柴田志朗 和田伸一 村上竜之介 石田千夏 松岡秀明 高田陽介 岸香織 張丹妮 伊藤瑞希                   |
| 第9話  | 冥府の番犬             | 村越繁   | 芝久保                   | Park Jae ik 岡本泰知   | Kim Eun-sun Yu Seung Hee Lee Kawan Woo Kim Yun Jeong The Sun                                     |
| 第10話 | 二つの誓い             | 村越繁   | 高橋謙仁                 | 高橋謙仁               | 高田陽介 張丹妮 岸香織 伊藤瑞希 阿久澤友恵                                                       |
| 第11話 | 騒乱の嚆矢             | 金田一明 | 大石美絵                 | 下司泰弘               | 和田伸一 松岡秀明 柴田志朗 村上竜之介 石田千夏 高田陽介 岸香織 張丹妮 伊藤瑞希 新沼大祐          |
| 第12話 | 追う者たち             | 村越繁   | 宍戸淳                   | 宍戸淳                 | 高田陽介 岸香織 伊藤瑞希 張丹妮 石田千夏 和田伸一 柴田志朗 村上竜之介 松岡秀明 青木里枝 DR MOVIE |

### 放送局
| 放送期間               | 放送時間                     | 放送局   | 対象地域   | 備考                             |
| ---------------------- | ---------------------------- | -------- | ---------- | -------------------------------- |
| 2019年7月1日 - 9月16日 | 月曜 23:00 - 23:30           | TOKYO MX | 東京都     | 製作参加                         |
|                        |                              | BS11     | 日本全域   | 製作参加 / BS放送 / 『ANIME+』枠 |
| 2019年7月3日 - 9月18日 | 水曜 3:30 - 4:00（火曜深夜） | 毎日放送 | 近畿広域圏 | 『アニメ特区』第3部              |
|                        | 水曜 23:30 - 木曜 0:00       | AT-X     | 日本全域   | CS放送 / リピート放送あり        |

インターネットでは、FODにて2019年9月1日から9月16日まで毎週月曜23時に独占配信。

### BD
| 巻 | 発売日         | 収録話          | 規格品番  |
| -- | -------------- | --------------- | --------- |
| 1  | 2019年9月26日  | 第1話 - 第3話   | GNXA-2261 |
| 2  | 2019年10月30日 | 第4話 - 第6話   | GNXA-2262 |
| 3  | 2019年11月27日 | 第7話 - 第9話   | GNXA-2263 |
| 4  | 2019年12月25日 | 第10話 - 第12話 | GNXA-2264 |

### Webラジオ
ミニラジオ『こちら「かつ神」ラジオステーション』がYouTubeのNBCUniversal Anime/Musicチャンネルにて2019年6月29日と30日に配信。